# Vicenç Vidal Matas
Vicenç Vidal Matas (Esporles, 31 de maig de 1980) és tècnic i polític mallorquí del Partit Socialista de Mallorca, formació integrada a la coalició Més per Mallorca. Del 2 de juliol de 2015 al 2 de juliol de 2019 fou el conseller de Medi Ambient, Agricultura i Pesca del Govern de les Illes Balears en la IX legislatura. A la XIII legislatura espanyola va ser nomenat Senador autonòmic al Senat Espanyol pel parlament de les Illes Balears.

## Formació
És llicenciat en Ciències Ambientals per la Universitat Autònoma de Barcelona (1998-2003) i màster en Espais Naturals Protegits per la Universitat Complutense de Madrid, la Universitat d'Alcalá de Henares i la Universitat Autònoma de Madrid. És especialista universitari en Cooperació al Desenvolupament per la Universitat de les Illes Balears (2003-2004) i en Dret Urbanístic i Ordenació del Territori també per la UIB (2011-2012). Compta amb un certificat d'aptitud Pedagògica en Ciències Naturals expedit per l'Institut de Ciències de l'Educació de la UAB i s'ha format en Gestió del Patrimoni Natural i Cultural a la Universitat Autònoma de Madrid i en sistemes de gestió medioambientals en empreses turístiques a la Universitat de les Illes Balears.

## Experiència Professional
És senador autonòmic per Més per Mallorca des del 12 de juliol del 2019. Ha estat conseller de Medi Ambient, Agricultura i Pesca del Govern de les Illes Balears des del 3 de juliol de 2015 fins l'1 de juliol de 2019. Ha estat tinent de batle i regidor de Medi Ambient, Promoció Econòmica, Participació Ciutadana i Cooperació al Desenvolupament de l'Ajuntament d'Esporles des de 2007, director general de Biodiversitat de la conselleria de Medi Ambient i Mobilitat del Govern de les Illes Balears de febrer de 2010 al juny de 2011. També ha exercit de cap de secretaria de la conselleria de Comerç, Indústria i Energia del Govern de les Illes Balears (2008) i de tècnic de Medi Ambient i Participació en la consultora GRAM (2007 - 2008).

## Publicacions
- DI MARTINO, S, LUCIO GONZÁLEZ, L. y VIDAL MATAS, V. Evaluación del hábitat del huet huet castaño Pteroptochos castaneus en el área natural protegida Epu Lauquen, Neuquén.
- VIDAL, V., LUCIO, L., DI MARTINO, S, ITURMENDI, S., FREIRE, R. y GÓMEZ, J Sobre pastoreo y reproducción de aves acuáticas en el área natural protegida El Tromen, Neuquén.